# Борисёнок, Юрий Аркадьевич
Ю́рий Арка́дьевич Борисёнок (бел. Юрый Аркадзевіч Барысёнак; род. 17 мая 1966, Полоцк, Витебская область, БССР, СССР) — российский историк, доцент кафедры истории южных и западных славян исторического факультета МГУ имени М. В. Ломоносова. Кандидат исторических наук (1991). В 2008—2014 годах — главный редактор журнала «Родина».

## Биография
Юрий Аркадьевич Борисёнок родился 17 мая 1966 года в Полоцке в семье школьных учителей. В интервью 2014 года он признавался, что считает себя белорусом. 
Отец, ветеран Великой Отечественной войны, преподавал историю. К моменту рождения будущего историка в семье воспитывалось двое сыновей. В 1982 году, окончив среднюю школу № 13 Полоцка, он с первой попытки поступил на исторический факультет МГУ имени М. В. Ломоносова. Ещё на втором курсе Борисёнок заинтересовался фигурой Михаила Бакунина. По совету профессора М. С. Седова, который вёл у его группы семинар по «истории СССР периода капитализма», в конце учебного года Борисёнок выбрал специализацию по кафедре истории южных и западных славян и продолжил изучать деятельность Бакунина уже в польском контексте. Научным руководителем студента стал профессор кафедры, заместитель главного редактора журнала «Вопросы истории» И. В. Созин. По словам преподавателя и будущего заведующего кафедры Г. Ф. Матвеева, «лучший альянс ученика и учителя трудно себе представить». В 1987 году Борисёнок защитил дипломную работу на тему: «М. А. Бакунин и польское национально-освободительное движение 40-х годов XIX в.» и окончил исторический факультет с красным дипломом. Из-за нехватки мест в очной аспирантуре Борисёнок поступил в заочную аспирантуру, оставшись под руководством И. В. Созина, и уехал в Полоцк. Два года он работал учителем в школе, которую окончил пятью годами ранее, а также преподавал историю КПСС в Новополоцком политехническом институте. В конце 1989 года Борисёнок перевёлся в дневную аспирантуру кафедры. В рамках работы над диссертацией, тема которой фактически повторяла тему диплома — «Польское национально-освободительное движение 40-х годов XIX в. и М. А. Бакунин», — молодой историк работал в архивохранилищах Москвы, Львова и Вильнюса. В 1991 году Борисёнок успешно защитил кандидатскую диссертацию: члены учёного совета единогласно поддержали присвоение соискателю учёной степени кандидата наук.
В 1991 году при содействии Н. М. Пирумовой, которая оппонировала ему на защите диссертации, Борисёнок был приглашён на работу в недавно воссозданный научно-популярный журнал «Родина». В редакции этого издания учёный проработал более двадцати лет, пройдя путь от рядового корреспондента до главного редактора.
В марте 2005 года заведующий кафедрой истории южных и западных славян исторического факультета МГУ Г. Ф. Матвеев пригласил Борисёнка заменить внезапно умершего преподавателя кафедры Х. Х. Хайретдинова, который вёл лекционные курсы и просеминар по новой истории, а также руководил дипломными работами.

## Научная деятельность

### Исследование польских связей М. А. Бакунина
В 2001 году в издательстве «РОССПЭН» вышла монография Борисёнка «Михаил Бакунин и „польская интрига“: 1840-е годы». В этой книге автор впервые в отечественной и в мировой науке рассмотрел комплекс взаимоотношений Бакунина и поляков накануне и в период европейских революций 1848—1849 годов. Критическую рецензию на книгу опубликовал польский филолог и политолог Анджей де Лазари, не скрывающий своего негативного отношения к фигуре Бакунина. Он раскритиковал желание Борисёнка показать «истинные картины» деятельности и творчества Бакунина, отметив, что «истина» в науке возможна лишь в тоталитарной действительности. Де Лазари выразил несогласие с попытками Борисёнка оправдать Бакунина перед упрёками в «моральной стороне» написания «Исповеди» Николаю I. Историк подчеркнул, что для него, в отличие от автора книги, «письма и „Исповедь“ Николаю I написаны в таком униженном тоне, что их противно читать, а если они лживые — тем хуже». Комментируя убеждение Борисёнка в необходимости «ломать» устоявшиеся в науке и общественном сознании стереотипы, де Лазари писал: «Юрий Борисёнок полюбил своего героя. Он, как и его герой, максималист, рад „ломать“». Положительно о книге Борисёнка отозвался преподаватель кафедры истории южных и западных славян исторического факультета МГУ, историк-полонист Х. Х. Хайретдинов. В своей рецензии на монографию он подчеркнул, что выводы Борисёнка могут быть полезны как специалистам по истории Польши, так и исследователям отечественного и общеевропейского радикализма; отметил, что Борисёнку удалось на материалах широкого круга источников до мельчайших подробностей восстановил картину конспиративных и легальных контактов Бакунина с поляками в 1840-е годы.

### Исследование становления белорусской государственности
Мария Павлова и Дарья Короткова, авторы рецензии, опубликованной в журнале «Новая и новейшая история», выделили в работе то, что Борисёнок проанализировал альтернативные пути развития «белорусского вопроса», то есть в межвоенной Польше, а также впервые ввёл в научный оборот документы, отражающие мотивы принятия советскими властями решений по вопросам белоруссизации и формирования территории БССР. Положительную оценку монографии Борисёнка дал профессор Белорусского государственного университета Кирилл Шевченко. Он отметил, что выбор в пользу жанра исторических очерков и анализ узловых сюжетов белорусской истории в рамках этого жанра позволил автору монографии «создать впечатляющую смысловую конструкцию, предлагающую свежее, в ряде случаев альтернативное прочтение ряда краеугольных событий, продолжающих оставаться дискуссионными в современной историографии». Шевченко ставил в плюс автору основательность, «неспешно-ироничную» манеру повествования, конструктивность и взвешенность. Важным преимуществом монографии белорусский историк называл то, что многие исследуемые вопросы Борисёнок рассмотрел в широком общеславянском контексте. В завершение рецензии Шевченко выразил надежду, что книга Борисёнка станет «мощным катализатором» для дальнейших исследований в области белорусской истории.
Положительно отозвался о монографии Борисёнка эссеист Алесь Кожедуб, отметивший, что автор книги проявил себя «не только дотошным исследователем документов, но и блестящим публицистом». Украинский историк Станислав Кульчицкий также нашёл публицистический стиль Борисёнка уместным, не противоречащим научным стандартам.
Резко негативную оценку монографии дал журналист белорусской газеты «Народная воля» Виктор Хурсик. Он охарактеризовал книгу как «наукообразный винегрет, густо заправленный солью», обвинив автора в тенденциозности, неаргументированности, ненаучности лексикона и желании представить белорусов как «искусственное явление».

## Монографии
- Борисёнок Ю. А. Михаил Бакунин и «польская интрига»: 1840-е годы. — М.: РОССПЭН, 2001. — 352 с. — ISBN 5-8243-0208-1.
- Борисёнок Ю. А. На крутых поворотах белорусской истории: Общество и государство между Польшей и Россией в первой половине XX века. — М.: ООО «Родина МЕДИА», 2013. — 304 с. — ISBN 978-5-905350-18-4.

## Семья
Жена — Елена Юрьевна Борисёнок (Горенкова) (род. 1965), заведующая Отделом восточного славянства Института славяноведения РАН. Сын Михаил (род. 1993) — аспирант исторического факультета МГУ.

## Награды
- Благодарность Президента Российской Федерации (18 января 2010 года) — за активное участие в научно-исследовательской, публицистической и популяризаторской работе по противодействию фальсификации истории в ущерб интересам России[19]